# Lunghezza elettrica
La lunghezza elettrica Λ (anche detta dimensione elettrica) di un circuito è una misura della capacità del circuito di irradiare o di ricevere onde elettromagnetiche caratterizzate da una certa lunghezza d'onda λ (e frequenza f):
{\displaystyle \Lambda ={\frac {L}{\lambda }}=f{\frac {L}{c_{0}}}}
dove L indica la dimensione massima del circuito considerato (ad esempio la pista più lunga che le onde elettromagnetiche considerate devono percorrere). 
Se Λ è molto piccola (come regola generale, minore di 1/10) allora il circuito si dice elettricamente piccolo, non irradia e non è suscettibile a radiazioni elettromagnetiche di lunghezza d'onda pari a λ.
Se Λ è non trascurabile ma comunque minore di 1, si può utilizzare nell'analisi del circuito l'approssimazione di linea di trasmissione a parametri concentrati.
Se Λ è pari ad 1 o maggiore di 1 allora per l'analisi del circuito è necessario fare ricorso alla teoria delle linee di trasmissione a parametri distribuiti.
In ogni caso la lunghezza elettrica di un circuito serve come semplice indicazione; per ottenere risultati più accurati è necessario utilizzare le equazioni di Maxwell.